# Inglethelphusa
Inglethelphusa is een geslacht van kreeftachtigen uit de klasse van de Malacostraca (hogere kreeftachtigen).

## Soort
- Inglethelphusa fronto (Alcock, 1909)